# الم اسپرینگز (آرکانزاس)
الم اسپرینگز (آرکانزاس) (به انگلیسی: Elm Springs, Arkansas) یک شهر در ایالات متحده آمریکا با جمعیت ۱٬۵۳۵ نفر است که در آرکانزاس واقع شده‌است.

## موقعیت جغرافیایی
موقعیت جغرافیایی شهرها و مناطق اطراف به شرح زیر است: